# (161592) Sarahhamilton
(161592) Sarahhamilton est un astéroïde de la ceinture principale.

## Description
(161592) Sarahhamilton est un astéroïde de la ceinture principale. Il fut découvert le 10 août 2005 à Cerro Tololo par Marc William Buie. Il présente une orbite caractérisée par un demi-grand axe de 2,57 UA, une excentricité de 0,15 et une inclinaison de 2,6° par rapport à l'écliptique.